# (11884) 1990 RD6
(11884) 1990 RD6 là một tiểu hành tinh vành đai chính. Nó được phát hiện bởi Henri Debehogne ở Đài thiên văn La Silla ở Chile ngày 8 tháng 9 năm 1990.